# Phrynobatrachus dendrobates
Espèce
Synonymes
- Arthroleptis dendrobates Boulenger, 1919
- Phrynobatrachus petropedetoides Ahl, 1924

Statut de conservation UICN

 LC  : Préoccupation mineure
Phrynobatrachus dendrobates est une espèce d'amphibiens de la famille des Phrynobatrachidae.

## Répartition
Cette espèce se rencontre sur les rives des petites rivières de l'Est de la République démocratique du Congo et de l'Ouest de l'Ouganda. Sa présence est incertaine en Tanzanie,.

## Taxinomie
Cette espèce est parfois considérée comme synonyme de Phrynobatrachus petropedetoides notamment par Poynton. D'autres auteurs, tels que Laurent y voient une espèce à part entière. D'autres enfin comme  Drewes et Vindum avouent ne pas voir de différences sur les spécimens collectés sauf sur ceux prélevés par Laurent.

## Description
Phrynobatrachus dendrobates mesure environ 30 mm. Son dos est brun foncé. Une barre jaunâtre est présente entre les yeux. Ses membres sont rayés de sombre. Son ventre est blanchâtre avec de petites taches ou marbrures de couleur brune ; le brun prédomine au niveau de sa gorge. Les mâles n'ont pas de sac vocal.

## Publication originale
- Boulenger, 1919 : Batraciens et reptiles recueillis par le Dr. C. Christy au Congo Belge dans les Districts de Stanleyville, Haut-Uelé et Ituri en 1912-1914. Revue Zoologique Africaine, vol. 7, p. 1-29 (texte intégral).